# كأس اتحاد الرجبي الأوروبي 1952
كأس اتحاد الرجبي الأوروبي 1952 (بالإيطالية: Coppa Europa di rugby 1952)‏ هو الموسم 4 من  بطولة أمم أوروبا ‏. أقيم خلال الفترة 2 مارس 1952 وحتى 17 مايو 1952، وبمشاركة  5 فريقاً، وفاز فيه منتخب فرنسا الوطني لاتحاد الرغبي.